# Borhy Gergely
Borhy Gergely (Tiszabő, 1936. május 31. – Zalaegerszeg, 2006. január 12.) Aase-díjas magyar színész.

## Életpályája
Tiszabőn született, 1936. május 31-én.  Színészi pályáját 1960-tól a Békés Megyei Jókai Színház ban kezdte. 1970-től az Állami Déryné Színház társulatában szerepelt. 1978-tól a Népszínház művésze lett. 1983-tól haláláig a zalaegerszegi Hevesi Sándor Színház tagja volt. 1995-ben Aase-díjat kapott. Élete utolsó éveiben írással is foglalkozott. Írt verset, prózai műveket és rádiójátékot is.

## Fontosabb színházi szerepei
- Molière: Tartuffe... Cleante
- Molière: Nők iskolája... Oronte

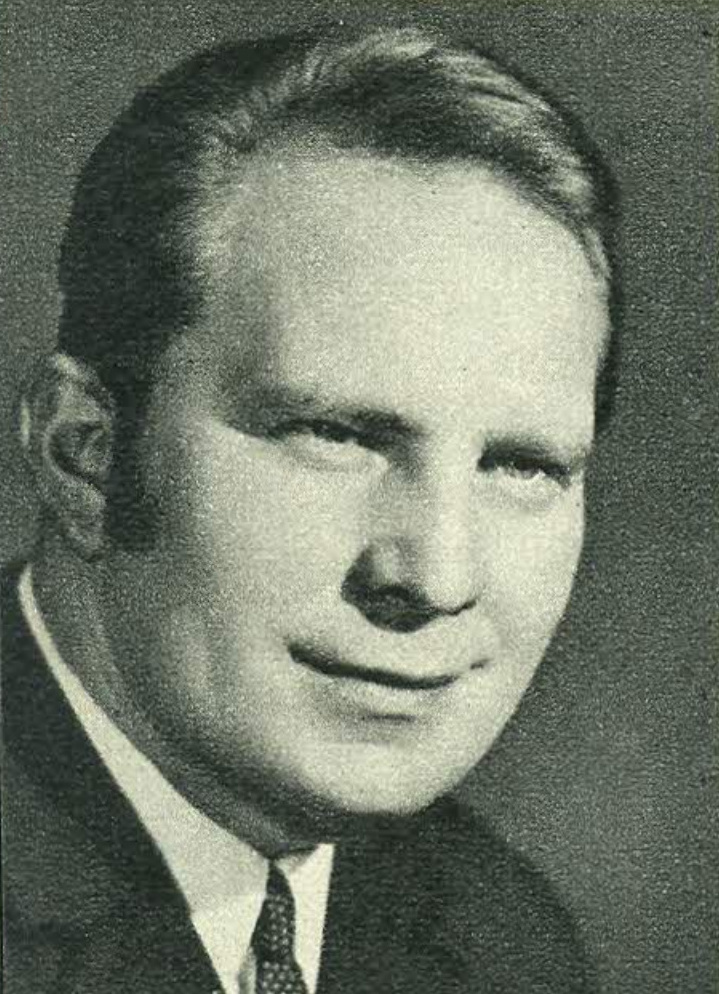
Portréja az Állami Déryné Színház Tartuffe, avagy a képmutató című kiadványában

- Mándy Iván: Mélyvíz... Szívem, az érzelmes link
- Kamondy László: Lány az aszfalton... Simkó Márton docens
- Gelman: Prémium... Zjubin
- Friedrich Schiller: Ármány és szerelem... Miller
- Katona József: Jeruzsálem pusztulása... Eleazár
- Kisfaludy Károly: A kérők... Ferencz
- John Kesserling: Arzén és levendula... O'Hara
- Ivo Brešan: Paraszt Hamlet... Mate Bukarra
- Jókai Mór: A kőszívű ember fiai... Tallérossy Zebulon
- Arthur Schnitzler – Böhm György – Prekop Gabriella: A Zöld Kakadu... Balthasar
- Teleki László: Kegyenc... Aetius
- Bródy Sándor: A tanítónő... járásorvos
- Tömöry Péter: Vőlegényfogó... Bödör
- Békés Pál: Pincejáték... Boros
- Móricz Zsigmond: Fortunátus... Barta
- Móricz Zsigmond: Nem élhetek muzsikaszó nélkül... Peták
- Illyés Gyula: Fáklyaláng... Szemere Bertalan, miniszterelnök; Ihász Dániel
- Alfonso Paso: Ön is lehet gyilkos!... András
- Carlo Collodi- Litvai Nelli: Pinokkió... menyét, hajós, tonhal
- Johann Wolfgang von Goethe: Egmont... ács
- Ljudmila Petrusevszkaja: Zeneórák... Szergej Iljics
- Sue Townsend – Ken Howard – Alan Blaikley: A 13 és 3/4 éves Adrian Mole titkos naplója... díjbeszedő
- Tersánszky Józsi Jenő: Kakuk Marci... Sustik
- Ariano Suassuna: A kutya testamentuma... Antonio
- Száraz György: Első István, az országépítő... Ajtony, magyar fiú
- Jékely Zoltán: Mátyás király juhásza... Burkus
- William Shakespeare: Ahogy tetszik... Corinnus
- William Shakespeare: Macbeth... Várkapus
- William Shakespeare: Lear király... orvos
- William Shakespeare: Othello... Jago
- Pozsgai Zsolt: Horatio... Donazell
- Thomas Mann – Spiró György: Mario és a varázsló... egyenruhás
- Carlo Goldoni: Két úr szolgája... Brighella
- Mihail Afanaszjevics Bulgakov: Kutyaszív.. Fjodor
- Szigligeti Ede: Liliomfi... Swartz
- Klaus Mann – Magyar Fruzsina: Mefisztó... Göring
- Csukás István – Bergendy István: Mesélj, Münchausen!... bálna, kocsmáros
- Lázár Ervin: A hétfejű tündér... Dömdödöm
- Presser Gábor – Horváth Péter – Sztevanovity Dusán: A padlás... meglökő
- Makszim Gorkij – Verebes István: Éjjeli menedékhely... nagyfőnök
- Tankred Dorst: Ezt a levelet Fernando Krapp íra nekem... Apa
- Szabó Magda – Andics Tibor – Hajdu Sándor: Sziget-kék... Fülöp, felhő, Gabriel
- Méhes Károly: Godó, te árva... Estragon alteregója; Pozzo alteregója
- Mészöly Dezső: Éva lánya... Ferdinánd, Akantisz keresztfia
- Ranko Marinković: Glória... Don Florio
- Mihail Sebastian: Névtelen csillag... állomásfőnök
- Ken Kesey: Kakukkfészek... Turkle ápoló
- Kálmán Imre: Csárdáskirálynő... Lazarevics
- Molnár Ferenc:  Liliom...dr. Reich
- Hervé: Nebáncsvirág... Káplár
- Aiszkhülosz: Elektra... Aigisztosz
- Gyurkó László: Szerelmem, Elektra... Aigisztosz

## Filmek, tv
- Az elsö 36 óra (1985)
- Higgyetek nekem! (1985)
- Oscar Wilde: Salome (1988)... Római úr
- Boldog ünnepeink (1991)
- Frici, a vállalkozó szellem (sorozat) 23. rész (1993)
- A fáklya (1993)
- Ábel az országban (1994)